# 살롱 도톤

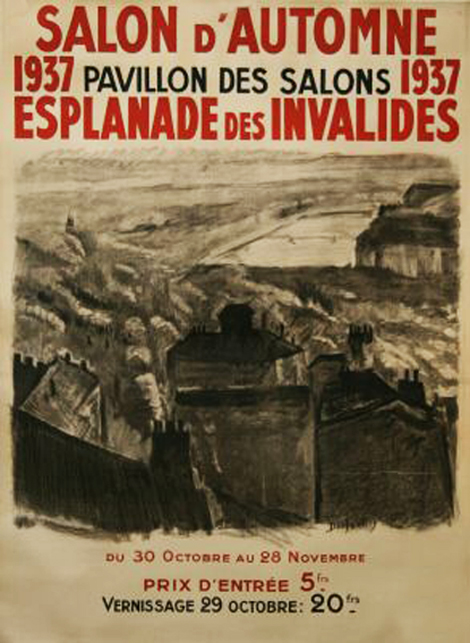

살롱 도톤(프랑스어: Salon d'Automne)은 가을전람회(秋展)를 말하며 프랑스 미술전의 하나이다. 1903년에 프랑시 주르당을 리더로 해서 마티스, 마르케, 루오, 뷔야르 등이 창립한 살롱. 르누아르, 르동, 카리에르 등의 대가와 유이스망(Joris Karl Huysmans, 1848∼1907), 베르하렌(Emile Verharen, 1855∼1916), 로제 마르크스(Claude RogerMarx, 1859∼1913) 등의 문필가가 이것을 지지했다. 드랭, 블라맹크, 반 동겐, 브라크 등은 2, 3년 늦게 참가한다. 살롱 나쇼날의 보수성에 반발해서 만들어진 것으로 매년 가을 파리에서 열린다. 수년 후에는 이 살롱에서 포비슴과 퀴비슴이 탄생했다. 회화뿐만 아니고 조각, 장식미술 등 많은 부분을 포함하면서 현재에 이르고 있다.

## 같이 보기
- 살롱 드 파리
- 살롱 (사교계)